# Pachypodium sofiense
Pachypodium sofiense es una especie de árbol o arbusto semisuculento perteneciente al género Pachypodium, dentro de la familia Apocynaceae. Es endémica de Madagascar.

## Descripción
Pachypodium sofiense es un pequeño árbol o arbusto semisuculento caducifolio, similar al Pachypodium rutenbergianum, que llega a crecer hasta 5 m de altura.
Presenta ramas con espinas, las cuales sostienen un grupo denso de hojas simples, como las de palmera. Las flores son numerosas, blancas y amarillas. 

## Distribución y hábitat
El área de distribución nativa de esta especie es el centro-norte y el centro-oeste de Madagascar y crece principalmente en el bioma tropical estacionalmente seco.

## Taxonomía
La primera descripción de esta especie fue como Pachypodium rutenbergianum var. sofiense, publicada en 1924 por el botánico francés Henri Louis Poisson en la revista científica Bulletin Trimestriel de l'Academie Malgache, 6: 162.
Más tarde, el botánico francés Eugène Henri Perrier de la Bâthie elevó esta variedad al rango de especie, por lo que pasó a llamarse Pachypodium sofiense. Registró estos cambios en la revista ilustrada Bulletin de la Société Botanique de France 53: 311, publicada en 1934.

Etimología
- Pachypodium: nombre genérico que proviene de la combinación de dos términos del griego antiguo: pachys (que significa 'grueso') y podium (que significa 'pie' o 'base'), haciendo referencia a la característica morfología de muchas especies del género, que suelen tener troncos o tallos robustos y suculentos.
- sofiense: epíteto específico otorgado en honor a un naturalista de apellido Sofien.

## Estado de conservación
En la Lista Roja de Especies Amenazadas de la UICN, la especie está clasificada como “Vulnerable (VU)”.

## Usos
Pachypodium sofiense se cultiva principalmente como planta ornamental.